# Pestalotiopsis crassiuscula
Pestalotiopsis crassiuscula är en svampart som beskrevs av Steyaert 1949. Pestalotiopsis crassiuscula ingår i släktet Pestalotiopsis och familjen Amphisphaeriaceae.   Inga underarter finns listade i Catalogue of Life.